# Eddie Quillan
Eddie Quillan né (Edward Quillan) à Philadelphie (Pennsylvanie) le 31 mars 1907, et mort d'un cancer à Burbank (Californie) le 19 juillet 1990, est un acteur américain.

## Filmographie

### Cinéma

#### Années 1920
- 1926 : A Love Sundae (Court-métrage) : Buddy Jones
- 1926 : The Ghost of Folly (Court-métrage) : Buzz Duggan
- 1926 : Puppy Lovetime (Court-métrage) : Buddy Jones
- 1926 : Alice Be Good (Court-métrage) : Buddy Jones
- 1926 : Her Actor Friend (Court-métrage) : Buddy Jones
- 1926 : The Perils of Petersboro (Court-métrage) : Eddie Knight
- 1926 : Should Husbands Marry? (Court-métrage) : Eddie McGrew
- 1926 : Hesitating Horses (Court-métrage) : Eddie Hicks
- 1926 : Kitty from Killarney (Court-métrage) : Eddie McManus
- 1927 : Pass the Dumplings (Court-métrage) : Eddie Jones
- 1927 : The Plumber's Daughter (Court-métrage) : Buddy jones
- 1927 : Catalina, Here I Come (Court-métrage) : Eddie, le cuisinier
- 1927 : The College Kiddo (Court-métrage) : Eddie Dunn
- 1927 : The Golf Nut (Court-métrage) : Eddie
- 1927 : For Sale, a Bungalow (Court-métrage) : Eddie
- 1927 : The Bull Fighter (Court-métrage) : Flint jeune
- 1927 : Love in a Police Station (Court-métrage) : Officier Eddie Chase
- 1928 : Show Folks : Eddie Kehoe
- 1929 : Dressez ma fille (Geraldine) de Melville W. Brown : Eddie Able
- 1929 : Voisins ennemis (Noisy Neighbors) de Charles Reisner : Eddie Van Revel
- 1929 : La Fille sans dieu (The Godless Girl) de Cecil B. DeMille : Samuel Johnson
- 1929 : L'Étudiant (The Sophomore), de Leo McCarey : Joe Collins

#### Années 1930
- 1930 : Night Work : Willie
- 1930 : Big Money : Eddie
- 1931 : Sweepstakes : Bud Doyle

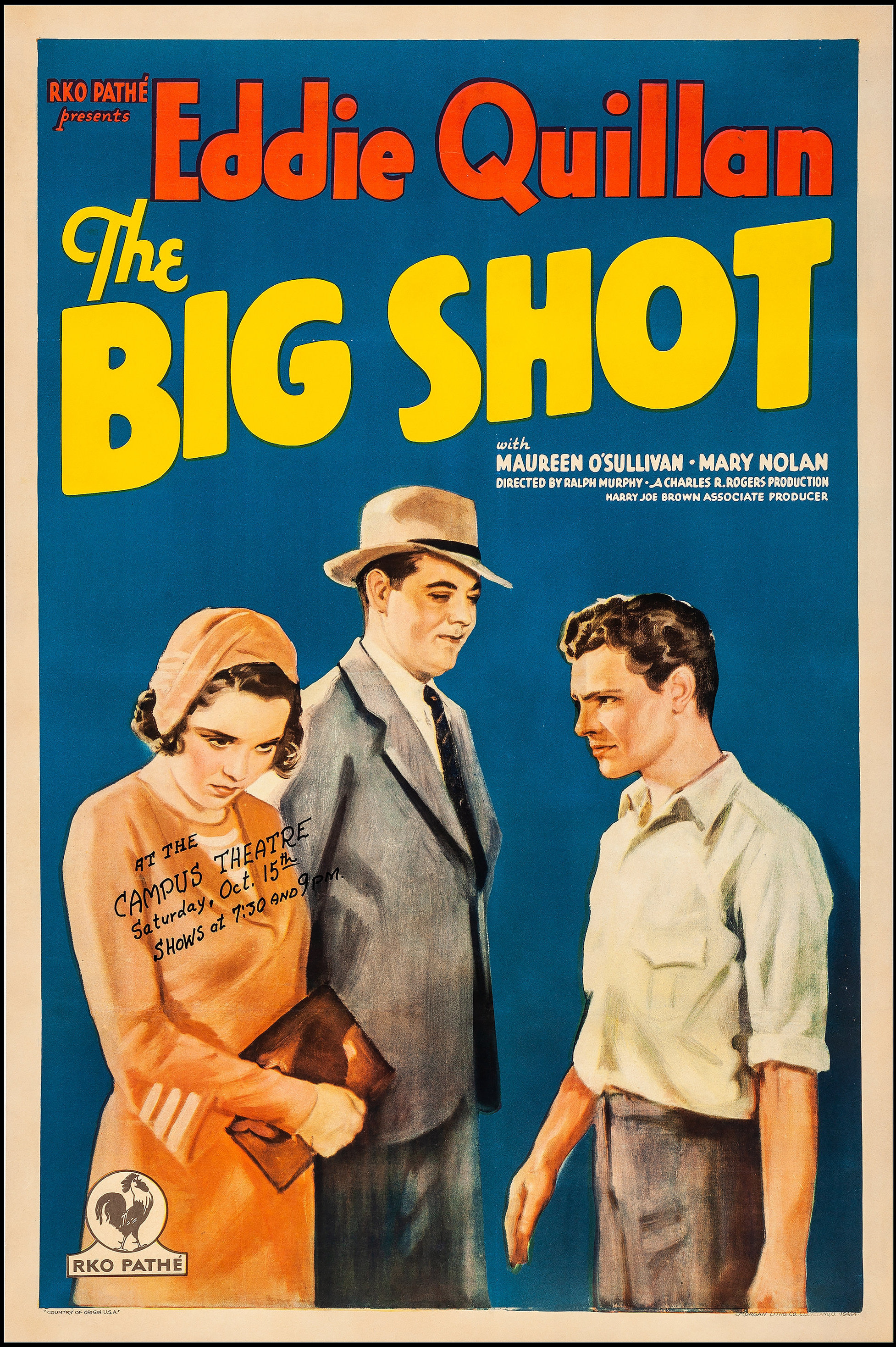
Eddie Quillan, tête d'affiche pour The Big Shot (1931).

- 1931 : The Tip-Off d'Albert S. Rogell : Thomas Jordan
- 1931 : The Big Shot de Ralph Murphy et Edward Sedgwick : Ray Smith
- 1932 : Girl Crazy : Danny Churchill
- 1933 : Moi et le Baron (Meet the Baron) de Walter Lang
- 1933 : Strictly Personal : Andy
- 1933 : Les Pantins (Broadway to Hollywood) : Ted Hackett III
- 1934 : Hollywood Party, d'Allan Dwan, Richard Boleslawski et Roy Rowland : Bob Benson
- 1934 : Gridiron Flash : Thomas Burke
- 1935 : Les Révoltés du Bounty (Mutiny on the Bounty) de Frank Lloyd : Thomas Ellison
- 1936 : The Gentleman from Louisiana : Tod Mason
- 1936 : The Mandarin Mystery : Ellery Queen (personnage)
- 1937 : Londres la nuit (London by Nigh) : Bill
- 1937 : La Grande Ville (The Big City) de Frank Borzage : Mike Edwards
- 1938 : Swing, Sister Swing : Chick Peters
- 1939 : Vers sa destinée (Young Mr. Lincoln) de John Ford : Adam Clay
- 1939 : Le Lien sacré (Made for Each Other) de John Cromwell : Conway
- 1939 : The Family Next Door : Sammy
- 1939 : The Flying Irishman : Henry Corrigan
- 1939 : Hawaiian Nights : Ray Peters
- 1939 : Le Premier Rebelle (Allegheny Uprising) de William A. Seiter : Will Anderson

#### Années 1940
- 1940 : Les Raisins de la colère (The Grapes of Wrath) de John Ford : Connie
- 1940 : La Conga Nights : Titus Endover
- 1940 : Margie : Joe
- 1940 : Dancing on a Dime de Joseph Santley : Jack Norcross
- 1940 : Dark Streets of Cairo (en) de László Kardos : Jerry Jones
- 1940 : La Chanteuse inconnue (Where Did You Get That Girl?) : Joe Olsen
- 1941 : Six Lessons from Madame La Zonga : Skat
- 1941 : Too Many Blondes : Wally Pelton
- 1941 : La Belle Ensorceleuse (The Flame of New Orleans) de René Clair : Le troisième marin
- 1941 : Espions volants (Flying Blind) réalisé par Frank McDonald : Riley
- 1942 : L'Assassin au gant de velours (Kid Glove Killer) de Fred Zinnemann : Eddie Wright
- 1942 : Priorities on Parade d'Albert S. Rogell : Sticks O'hara
- 1943 : Follow the Band : Marvin Howe
- 1943 : Alaska Highway (en) : Pompadour Jones
- 1943 : Melody Parade : Jimmy Tracy
- 1943 : Here Comes Kelly : James Aloysius Kelly
- 1943 : Hi'ya, Sailor : Corky Mills
- 1943 : Deux Nigauds dans le foin (It Ain't Hay) d'Erle C. Kenton : Harry
- 1944 : L'Imposteur (The Impostor - Strange Confession) de Julien Duvivier : Cochery, un camarade de Clément
- 1944 : Hi, Good Lookin! : Dynamo Carson
- 1944 : Slightly Terrific : Charlie Young
- 1944 : Twilight on the Prairie (en) de Jean Yarbrough : Phil
- 1944 : Dixie Jamboree (en) de Christy Cabanne : Jeff Calhoun
- 1944 : Dark Mountain : Willie Dinsmire
- 1944 : Moonlight and Cactus (en) de William Goodrich : Stubby Lamont
- 1944 : The Mystery of Riverboat : Jug Jenks
- 1944 : Et voilà la vie (This Is the Life) de Felix E. Feist : Gus
- 1945 : Jungle Queen : Chuck Kelly
- 1945 : Song of the Sarong : Tony Romans
- 1945 : Jungle Raiders : Joe Riley
- 1945 : Sensation Hunters (en) de Christy Cabanne : Ray Lawson
- 1946 : A Guy Could Change George Cummings
- 1948 : Crabbin' in the Cabbin (Court-métrage) : Eddie
- 1949 : Let Down Your Aerial (Court-métrage) : Eddie

#### Années 1950
- 1950 : Sideshow : Big Top
- 1950 : House About It (Court-métrage) : Eddie
- 1951 : He Flew the Shrew (Court-métrage) : Eddie
- 1951 : Fun on the Run (Court-métrage) : Eddie
- 1952 : A Fool and his Honey (court-métrage) : Eddie
- 1952 : Heebie Gee-Gees (Court-métrage) : Eddie
- 1954 : Brigadoon, de Vincente Minnelli : Sandy
- 1955 : His Pest Friend (Court-métrage) : Eddie
- 1955 : Nobody's Home (Court-métrage) : Eddie
- 1955 : He Took a Powder : Eddie
- 1956 : Come On Seven (Court-métrage) : Eddie

#### Années 1960
- 1963 : Pousse-toi, chérie (Move Over, Darling) de Michael Gordon : Bellboy
- 1964 : Le Bataillon des lâches (Advance to the Rear) de George Marshall : Sergent Smitty
- 1965 : Chasseur de primes (The Bounty Killer), de Spencer G. Bennet : Un pianiste
- 1968 : Did You Hear the One About the Traveling Saleslady? : Un vendeur
- 1969 : Angel in My Pocket (en) d'Alan Rafkin : Reverand Beckwith

#### Années 1970
- 1971 : How to Frame a Figg : Un vieil homme
- 1975 : L'Homme le plus fort du monde (The Strongest Man in the World) de Vincent McEveety : Mr. Willoughby
- 1978 : Mr. Too Little : Le concessionnaire

### Télévision
- 1958 : Richard Diamond (Série) : Mel Jones
- 1958, 1960, 1962 : The Real McCoys (Série) : Bellboy / Bert / Mr. Nelson
- 1959 : The Texan (en) (Série) : Slick Parker
- 1959 : Love of the Plainsman (Série) : Horace Arnold
- 1959 : The Alaskans (Série) : Kid Johns
- 1960 : 77 Sunset Strip (Série) : Inspecteur Ferguson
- 1961 : Surfside 6 (en) (Série) : Chuck
- 1961 : 87th Precinct (Série) : Blinky Smith
- 1961 : Monsieur Ed, le cheval qui parle (Mister Ed) (Série) : Le photographe
- 1961 : Les Aventuriers du Far-West (Death Valley Days ) (Série) : Job Darius / Hill Benehy
- 1961, 1962 et 1966 : Perry Mason (Série) : Keller / Un photographe / Un agent
- 1962 : Hennessey (Série) :
- 1962 : The Detectives (Série) : Noolie
- 1962 : Pete and Gladys (Série) : Lennie
- 1962 : Mes trois fils (My Three Sons) (Série) : Mr. Hewlitt
- 1962 : Échec et mat (Checkmate) (Série) : Willie, le barbier
- 1962 : Bonanza (Série) : Danny Culp
- 1962 : L'homme à la carabine (The Rifleman) (Série) : Angus Evans
- 1962 et 1965 : L'Extravagante Lucie (The Lucy Show) (Série) : Mr. Vincent / Briggs
- 1963 : Sur le pont, la marine ! (McHale's Navy) (Série) : Le marin
- 1963 : Adèle (Hazel) (Série) : Un gardien / Mover
- 1963 : Glynis (Série) : Eddie
- 1963-1964 : Petticoat Junction (Série) : Dick / Mort
- 1964 : Deux Farfelus au régiment (No Time for Sergeants) (Série) : Cook
- 1964-1965 : L'Homme à la Rolls (Burke's Law) (Série) : Mr. Jellybean
- 1964-1965 : Valentine's Day (Série) : Grover Cleveland Fipple
- 1964-1966 : La Famille Addams (Addams Family) (Série) : George Bass / Horace Beesley / Clyde Arbogast / Joe Digby
- 1966, 1968 et 1970 : Daniel Boone (Série) : Ephraim Smith / Inn Landlord / Mr. Stokey / Le propriétaire
- 1967 : Des agents très spéciaux (The Man from U.N.C.L.E.) (Série) : Scotty MacPherson
- 1967 : Batman (Série) : Newsie
- 1967 : It's About Time (Série) : McAllister
- 1967 : Cimarron (Série) : Un garde
- 1967 : La grande vallée (The Big Valley) (Série) : Un employé de l'hôtel
- 1967-1968 : Gomer Pyle: USMC (Série) : Un homme / Bill
- 1967-1969 : The Guns of Will Sonnett (Série) : Un employé à l'hôtel / Un employé au bureau / Un serveur
- 1967 et 1969 : Les Mystères de l'Ouest (The Wild Wild West) (Série) : Hogan / Snidley
- 1968 : Bailey et Stark (The Good Guys) (Série) : Un homme
- 1968-1971 : Julia (Série) : Eddie Edson
- 1969 : Le Virginien (The Virginian) (Série) : Edmunds
- 1970 : La nouvelle équipe (The Mod Squad) (Série) : Davis
- 1970 : La vieille garde reprend du service (The Over-The-Hill Gang Rides Again) (Série) : Le serveur au Silver Dollar
- 1970 et 1974 : Here's Lucy (Série) : Le conducteur dans la cabine / Mr. Jackson
- 1971 : Nichols (Série) : Un agent
- 1971 et 1974 : Gunsmoke (Série) : Barkeep / Le télégraphiste
- 1972 : Columbo (Série) : Ferguson
- 1972 : Auto-patrouille (Adam-12) (Série) : T.J.
- 1972 : Sur la piste du crime (The F.B.I.) (Série) : Amos Wick
- 1972 : Un juge pas comme les autres (The Judge and Jake Wyler) (Série) : Billy Lambert
- 1973 : She Lives! (Téléfilm) : Janitor
- 1973 : Griff (Série) : Tompkins
- 1973-1975 : Mannix (Série) : Hobo / Woody Blaine / Willie
- 1973, 1976-1977 : Police Story (Série) : Sally / Dexter / Thacher
- 1974 : Hitchhike! (Téléfilm) : Un homme au guichet
- 1974 : Melvin Purvis G-MAN (Téléfilm) : Un employé de l'hôtel
- 1975 : Lucas Tanner (en) (Série) : Mr. Krebbs
- 1975 : Harry and Maggie (Série) : Max Lovechild
- 1976 : Petrocelli (Série) : Homme ivre
- 1976 : Les rues de San Francisco (The Streets of San Francisco) (Série) : Timpkins
- 1977 : Chico and the Man (Série) : Bum
- 1977 : The Banana Company (Série) : Seebring
- 1977 : Sergent Anderson (Série) : Un conducteur de bus
- 1977 : Mad Bull (Série) : Rafferty
- 1977,1979-1980, 1982-1983 : La Petite Maison dans la prairie (The House on the Prairie) (Série) : Jed Haney / Juge Picker / Gargan /Shorty / Kavendish /
- 1979 : The Darker Side of Terror (Téléfilm) : Un horloger
- 1980 : The Jeffersons (Série) : Un garde
- 1980 : For the Love of It (Série) : Wino
- 1982 : Le Grand Frère (Father Murphy) (Série) : Grizzly
- 1982 : Here's Boomer (Série) : Arthur
- 1984 et 1986 : Les routes du paradis (Highway to Heaven) (Série) : Clyde / Bart/Vagabond
- 1985 : Hell Town (en) (Série) : Smitty
- 1985 : Hell Town (en) (Série) : Poco Loco
- 1986 : Clair de lune (Moonlighting) (Série) : Abbie Cadabra
- 1986 : L'Agence tous risques (The A-Team) (Série) : Un vieil homme
- 1987 : Matlock (Série) : David Sears